# Giro d’Italia 2010
| Endstand         | Endstand            | Endstand                 |
| ---------------- | ------------------- | ------------------------ |
| Erster           | Ivan Basso          | 87:44:01 h (38,960 km/h) |
| Zweiter          | David Arroyo        | + 01:51 min              |
| Dritter          | Vincenzo Nibali     | + 02:37 min              |
| Vierter          | Michele Scarponi    | + 02:50 min              |
| Fünfter          | Cadel Evans         | + 03:27 min              |
| Sechster         | Alexander Winokurow | + 07:06 min              |
| Siebter          | Richie Porte        | + 07:22 min              |
| Achter           | Carlos Sastre       | + 09:39 min              |
| Neunter          | Marco Pinotti       | + 14:20 min              |
| Zehnter          | Robert Kišerlovski  | + 14:51 min              |
| Punktewertung    | Cadel Evans         | 150 P.                   |
| Zweiter          | Alexander Winokurow | 128 P.                   |
| Dritter          | Vincenzo Nibali     | 116 P.                   |
| Bergwertung      | Matthew Lloyd       | 056 P.                   |
| Zweiter          | Ivan Basso          | 041 P.                   |
| Dritter          | Johann Tschopp      | 038 P.                   |
| Nachwuchswertung | Richie Porte        | 87:51:23 h               |
| Zweiter          | Robert Kišerlovski  | + 07:29 min              |
| Dritter          | Bauke Mollema       | + 12:19 min              |
| Teamwertung      | Liquigas-Doimo      | 262:04:40 h              |
| Zweiter          | Rabobank            | + 24:21 min              |
| Dritter          | Caisse d’Epargne    | + 1:05:55 h              |

Der 93. Giro d’Italia fand vom 8. bis 30. Mai 2010 statt. Das Radrennen wurde in 21 Etappen über eine Distanz von 3418 Kilometern ausgetragen. Es siegte zum zweiten Mal der Italiener Ivan Basso.

## Teams
Folgende Teams haben eine Einladung des Veranstalters erhalten:
| ProTeams - ag2r La Mondiale - Astana - Caisse d’Epargne - Footon-Servetto - Garmin-Transitions | - Lampre-Farnese Vini - Liquigas-Doimo - Omega Pharma-Lotto - Quick Step - Rabobank | - Sky Professional Cycling Team - HTC-Columbia - Katjuscha - Team Milram - Saxo Bank |
| Professional Continental Teams - Acqua & Sapone - Androni Giocattoli - Bbox Bouygues Télécom   | - BMC Racing Team - Cervélo TestTeam - Cofidis                                      | - Colnago-CSF Inox                                                                   |

## Etappen
Der Etappenplan wurde am 24. Oktober 2009 in Mailand durch den Direktor des Giros, Angelo Zomegnan, der Öffentlichkeit vorgestellt. Nachdem der Giro 2009 zum ersten Mal seit 20 Jahren nicht in Mailand endete, ist in diesem Jahr mit Verona wieder ein von der Tradition abweichender Zielort gewählt worden.
| Etappe     | Typ               | Tag     | Start–Ziel                        | km    | Etappensieger        | Maglia Rosa         |
| ---------- | ----------------- | ------- | --------------------------------- | ----- | -------------------- | ------------------- |
| 01. Etappe |                   | 08. Mai | Amsterdam (NL)                    | 08,4  | Bradley Wiggins      | Bradley Wiggins     |
| 02. Etappe | Flachetappe       | 09. Mai | Amsterdam–Utrecht (NL)            | 209   | Tyler Farrar         | Cadel Evans         |
| 03. Etappe | Flachetappe       | 10. Mai | Amsterdam–Middelburg (NL)         | 209   | Wouter Weylandt      | Alexander Winokurow |
| 1. Ruhetag | 1. Ruhetag        | 11. Mai | —                                 | —     | —                    | —                   |
| 04. Etappe |                   | 12. Mai | Savigliano–Cuneo                  | 032,5 | Liquigas-Doimo       | Vincenzo Nibali     |
| 05. Etappe | Flachetappe       | 13. Mai | Novara–Novi Ligure                | 168   | Jérôme Pineau        | Vincenzo Nibali     |
| 06. Etappe | Bergetappe        | 14. Mai | Fidenza–Carrara                   | 166   | Matthew Lloyd        | Vincenzo Nibali     |
| 07. Etappe | Bergetappe        | 15. Mai | Carrara–Montalcino                | 215   | Cadel Evans          | Alexander Winokurow |
| 08. Etappe | Hochgebirgsetappe | 16. Mai | Chianciano Terme–Monte Terminillo | 189   | Chris Anker Sørensen | Alexander Winokurow |
| 09. Etappe | Flachetappe       | 17. Mai | Frosinone–Cava de’ Tirreni        | 188   | Matthew Goss         | Alexander Winokurow |
| 10. Etappe | Flachetappe       | 18. Mai | Avellino–Bitonto                  | 220   | Tyler Farrar         | Alexander Winokurow |
| 11. Etappe | Bergetappe        | 19. Mai | Lucera–L’Aquila                   | 256   | Jewgeni Petrow       | Richie Porte        |
| 12. Etappe | Flachetappe       | 20. Mai | Città Sant’Angelo–Porto Recanati  | 191   | Filippo Pozzato      | Richie Porte        |
| 13. Etappe | Bergetappe        | 21. Mai | Porto Recanati–Cesenatico         | 222   | Manuel Belletti      | Richie Porte        |
| 14. Etappe | Hochgebirgsetappe | 22. Mai | Ferrara–Asolo                     | 201   | Vincenzo Nibali      | David Arroyo        |
| 15. Etappe | Hochgebirgsetappe | 23. Mai | Mestre–Monte Zoncolan             | 218   | Ivan Basso           | David Arroyo        |
| 2. Ruhetag | 2. Ruhetag        | 24. Mai | —                                 | —     | —                    | —                   |
| 16. Etappe |                   | 25. Mai | St. Vigil–Kronplatz               | 012,9 | Stefano Garzelli     | David Arroyo        |
| 17. Etappe | Bergetappe        | 26. Mai | Bruneck–Peio                      | 173   | Damien Monier        | David Arroyo        |
| 18. Etappe | Flachetappe       | 27. Mai | Levico Terme–Brescia              | 151   | André Greipel        | David Arroyo        |
| 19. Etappe | Hochgebirgsetappe | 28. Mai | Brescia–Aprica                    | 195   | Michele Scarponi     | Ivan Basso          |
| 20. Etappe | Hochgebirgsetappe | 29. Mai | Bormio–Tonalepass                 | 178   | Johann Tschopp       | Ivan Basso          |
| 21. Etappe |                   | 30. Mai | Verona                            | 015,3 | Gustav Larsson       | Ivan Basso          |

## Trikots im Tourverlauf
Beim Giro d’Italia gibt es zahlreiche Wertungen. Als Kennzeichnung des jeweils Führenden wurden für vier Wertungen Sonder-Trikots zugelassen. Die Tabelle zeigt den Träger des jeweiligen Trikots während der einzelnen Etappe bzw. den Führenden der jeweiligen Gesamtwertung am Abend des Vortags an.
| Etappe     | Rosa Trikot (Gesamtwertung) | Rotes Trikot (Punktewertung) | Grünes Trikot (Bergwertung) | Weißes Trikot (Nachwuchswertung) | Teamwertung    |
| ---------- | --------------------------- | ---------------------------- | --------------------------- | -------------------------------- | -------------- |
| 02. Etappe | Bradley Wiggins             | Bradley Wiggins              |                             | Richie Porte                     | Team Sky       |
| 03. Etappe | Cadel Evans                 | Tyler Farrar                 | Paul Voß                    | Richie Porte                     | Team Saxo Bank |
| 04. Etappe | Alexander Winokurow         | Graeme Brown                 | Paul Voß                    | Richie Porte                     | Team Saxo Bank |
| 05. Etappe | Vincenzo Nibali             | Graeme Brown                 | Paul Voß                    | Valerio Agnoli                   | Liquigas-Doimo |
| 06. Etappe | Vincenzo Nibali             | Jérôme Pineau                | Paul Voß                    | Valerio Agnoli                   | Liquigas-Doimo |
| 07. Etappe | Vincenzo Nibali             | Tyler Farrar                 | Matthew Lloyd               | Valerio Agnoli                   | Liquigas-Doimo |
| 08. Etappe | Alexander Winokurow         | Tyler Farrar                 | Matthew Lloyd               | Richie Porte                     | Team Saxo Bank |
| 09. Etappe | Alexander Winokurow         | Cadel Evans                  | Matthew Lloyd               | Richie Porte                     | Liquigas-Doimo |
| 10. Etappe | Alexander Winokurow         | Tyler Farrar                 | Matthew Lloyd               | Richie Porte                     | Liquigas-Doimo |
| 11. Etappe | Alexander Winokurow         | Tyler Farrar                 | Matthew Lloyd               | Richie Porte                     | Liquigas-Doimo |
| 12. Etappe | Richie Porte                | Tyler Farrar                 | Matthew Lloyd               | Richie Porte                     | Team Saxo Bank |
| 13. Etappe | Richie Porte                | Jérôme Pineau                | Matthew Lloyd               | Richie Porte                     | Team Saxo Bank |
| 14. Etappe | Richie Porte                | Jérôme Pineau                | Matthew Lloyd               | Richie Porte                     | Team Saxo Bank |
| 15. Etappe | David Arroyo                | Alexander Winokurow          | Matthew Lloyd               | Richie Porte                     | Liquigas-Doimo |
| 16. Etappe | David Arroyo                | Cadel Evans                  | Matthew Lloyd               | Richie Porte                     | Liquigas-Doimo |
| 17. Etappe | David Arroyo                | Cadel Evans                  | Matthew Lloyd               | Richie Porte                     | Liquigas-Doimo |
| 18. Etappe | David Arroyo                | Cadel Evans                  | Matthew Lloyd               | Richie Porte                     | Liquigas-Doimo |
| 19. Etappe | David Arroyo                | Cadel Evans                  | Matthew Lloyd               | Richie Porte                     | Liquigas-Doimo |
| 20. Etappe | Ivan Basso                  | Cadel Evans                  | Ivan Basso                  | Richie Porte                     | Liquigas-Doimo |
| 21. Etappe | Ivan Basso                  | Cadel Evans                  | Matthew Lloyd               | Richie Porte                     | Liquigas-Doimo |
| Sieger     | Ivan Basso                  | Cadel Evans                  | Matthew Lloyd               | Richie Porte                     | Liquigas-Doimo |